# 田中宏幸 (俳優)
田中 宏幸（たなか ひろゆき、1981年8月15日 - ）は、三重県出身のスタントマン。元ジャパンアクションエンタープライズ所属。

## 出演

### テレビドラマ
- 爆笑そっくりものまね紅白歌合戦スペシャル（2005年、フジテレビ）ショッカー戦闘員
- 義経（2005年、NHK大河）スタント
- 功名が辻（2006年、NHK）スタント
- マガドルTV（2006年、テレビ埼玉）アクションクルー
- かきこみTV（2006年、NHK教育テレビ）
- あんみつ姫2（2009年、フジテレビ）伊賀忍者
- 特命係長　只野仁（2009年、テレビ朝日）チンピラ
- 土曜時代劇 陽炎の辻〜居眠り磐音 江戸双紙〜2 正月スペシャル（2009年1月3日、NHK）ヤクザ
- サラリーマン金太郎2（2010年、テレビ朝日）ヤクザ （7話）

### 特撮テレビドラマ
- 仮面ライダーシリーズ（テレビ朝日）
  - 仮面ライダー響鬼（2005年 - 2006年）
  - 仮面ライダーカブト（2006年 - 2007年）
  - 仮面ライダーキバ（2008年 - 2009年）
  - 仮面ライダーディケイド（2009年）
  - 仮面ライダーウィザード（2012年 - 2013年）
  - 仮面ライダー鎧武/ガイム（2013年 - 2014年）
  - 仮面ライダードライブ（2014年 - 2015年）刑事
- スーパー戦隊シリーズ（テレビ朝日）
  - 魔法戦隊マジレンジャー（2005年 - 2006年）
  - 轟轟戦隊ボウケンジャー（2006年 - 2007年）
  - 獣拳戦隊ゲキレンジャー（2007年 - 2008年）
  - 炎神戦隊ゴーオンジャー（2008年 - 2009年）
  - 侍戦隊シンケンジャー（2009年 - 2010年）ダイゴヨウ[1]
  - 天装戦隊ゴセイジャー（2010年 - 2011年）幽魔獣、マトロイド[2]
  - 海賊戦隊ゴーカイジャー（2011年 - 2012年）行動隊長[要出典]
  - 特命戦隊ゴーバスターズ（2012年 - 2013年）GT-02、メタロイド[要出典]
  - 獣電戦隊キョウリュウジャー（2013年 - 2014年）デーボモンスター、喜びの戦騎キルボレロ[要出典]、キョウリュウグレー[3]、デーボ・ヤナサンタ[4]
  - 烈車戦隊トッキュウジャー（2014年 - 2015年）シャドー怪人[要出典]
  - 手裏剣戦隊ニンニンジャー（2015年 - 2016年）ロデオマル[5]、牙鬼萬月、シュリケンジャー[要出典]
  - 動物戦隊ジュウオウジャー（2016年 - 2017年）
  - 宇宙戦隊キュウレンジャー（2017年 - 2018年）

#### テレビスペシャル
- 烈車戦隊トッキュウジャーVS仮面ライダー鎧武 春休み合体スペシャル（2014年、テレビ朝日）
- 手裏剣戦隊ニンニンジャーVS仮面ライダードライブ 春休み合体1時間スペシャル（2015年、テレビ朝日）

### 映画
- 日本沈没（2006年、東宝）スタント
- 大帝の剣（2007年、東映）アクションクルー
- 銀幕版　スシ王子! 〜ニューヨークへ行く〜（2008年）アクションクルー
- 20世紀少年（2008年） 中村 嘉葎雄　吹き替え
- 海賊戦隊ゴーカイジャーVS宇宙刑事ギャバン THE MOVIE（2012年1月21日公開）スタント
- 劇場版　SPEC（2013年、東宝）
- 神の舌を持つ男（2016年、松竹）スタント
- 仮面ライダーシリーズ（東映）
  - 劇場版 仮面ライダー響鬼と7人の戦鬼（2005年9月3日公開）
  - 劇場版 仮面ライダーキバ 魔界城の王（2008年8月9日公開）[6]葬列者
  - 仮面ライダー×仮面ライダー ウィザード&フォーゼ MOVIE大戦アルティメイタム（2012年12月8日公開）
  - 劇場版 仮面ライダーウィザード in Magic Land（2013年8月3日公開）
  - 仮面ライダー×仮面ライダー 鎧武&ウィザード 天下分け目の戦国MOVIE大合戦（2013年12月14日公開）
  - 仮面ライダー×仮面ライダー ドライブ&鎧武 MOVIE大戦フルスロットル（2014年12月13日公開）
  - 仮面ライダー1号（2016年3月26日公開）ショッカー戦闘員[要出典]
  - 劇場版 仮面ライダーゴースト 100の眼魂とゴースト運命の瞬間（2016年8月6日公開）
- スーパー戦隊シリーズ（東映）
  - 魔法戦隊マジレンジャー THE MOVIE インフェルシアの花嫁（2005年9月3日公開）
  - 電影版 獣拳戦隊ゲキレンジャー ネイネイ!ホウホウ!香港大決戦（2007年8月4日公開）
  - 劇場版 炎神戦隊ゴーオンジャーVSゲキレンジャー（2009年1月24日公開）ゴーオングリーン[要出典]
  - 侍戦隊シンケンジャー 銀幕版 天下分け目の戦（2009年8月8日公開）
  - 侍戦隊シンケンジャーVSゴーオンジャー 銀幕BANG!!（2010年1月30日公開）
  - 天装戦隊ゴセイジャー エピックON THEムービー（2010年8月7日公開）
  - 天装戦隊ゴセイジャーVSシンケンジャー エピックon銀幕（2011年1月22日公開）ダイゴヨウ
  - ゴーカイジャー ゴセイジャー スーパー戦隊199ヒーロー大決戦（2011年6月11日公開）レジェンド戦士、冥府神ダゴン[7]
  - 海賊戦隊ゴーカイジャー THE MOVIE 空飛ぶ幽霊船（2011年8月6日公開）歴代戦闘員[要出典]
  - 特命戦隊ゴーバスターズ THE MOVIE 東京エネタワーを守れ!（2012年8月4日公開）GT-02[要出典]
  - 特命戦隊ゴーバスターズVS海賊戦隊ゴーカイジャー THE MOVIE（2013年1月19日公開）
  - 劇場版 獣電戦隊キョウリュウジャー ガブリンチョ・オブ・ミュージック（2013年8月3日公開）
  - 獣電戦隊キョウリュウジャーVSゴーバスターズ 恐竜大決戦! さらば永遠の友よ（2014年1月18日公開）アバレブルー、ブルーバスター[要出典]
  - 烈車戦隊トッキュウジャー THE MOVIE ギャラクシーラインSOS（2014年7月19日公開）ハウンドシャドー[8]
  - 烈車戦隊トッキュウジャーVSキョウリュウジャー THE MOVIE（2015年1月17日公開）キョウリュウグレー[要出典]
  - 手裏剣戦隊ニンニンジャー THE MOVIE 恐竜殿さまアッパレ忍法帖!（2015年8月8日公開）ロデオマル[要出典]
  - 手裏剣戦隊ニンニンジャーVSトッキュウジャー THE MOVIE 忍者・イン・ワンダーランド（2016年1月23日公開）
  - 劇場版 動物戦隊ジュウオウジャー ドキドキサーカスパニック!（2016年8月6日公開）
  - 劇場版 動物戦隊ジュウオウジャーVSニンニンジャー 未来からのメッセージ from スーパー戦隊（2017年1月14日公開）キニンジャー[要出典]
- スーパーヒーロー大戦シリーズ（東映）
  - 仮面ライダー×スーパー戦隊 スーパーヒーロー大戦（2012年4月21日公開）野球仮面、レジェンド戦士
  - 仮面ライダー×スーパー戦隊×宇宙刑事 スーパーヒーロー大戦Z（2013年4月27日公開）スペース蜘蛛男
  - 仮面ライダー×スーパー戦隊 超スーパーヒーロー大戦（2017年3月25日公開）ジュウオウライオン[要出典]

### Vシネマ
- スーパー戦隊シリーズ（東映）
  - 帰ってきた侍戦隊シンケンジャー 特別幕（2010年6月）
  - 帰ってきた天装戦隊ゴセイジャー last epic（2011年6月）
  - 特命戦隊ゴーバスターズVSビートバスターVS J（2012年）
  - 帰ってきた特命戦隊ゴーバスターズVS動物戦隊ゴーバスターズ（2013年6月）
  - 忍風戦隊ハリケンジャー 10 YEARS AFTER（2013年8月）シュリケンジャー
  - 獣電戦隊キョウリュウジャー でたァ〜ッ! まなつのアームド・オンまつり!!（2013年）
  - 帰ってきた獣電戦隊キョウリュウジャー 100 YEARS AFTER（2014年）後悔の戦騎アースレバン[要出典]
  - 烈車戦隊トッキュウジャー さらばチケットくん! 荒野の超トッキュウバトル!!（2014年）
  - 手裏剣戦隊ニンニンジャー アカニンジャーVSスターニンジャー百忍バトル!（2015年）
  - 行って帰ってきた烈車戦隊トッキュウジャー 夢の超トッキュウ7号（2015年）
  - 特捜戦隊デカレンジャー 10 YEARS AFTER（2015年）
  - 帰ってきた手裏剣戦隊ニンニンジャー ニンニンガールズVSボーイズ FINAL WARS（2016年）牙鬼萬月[要出典]
  - 帰ってきた動物戦隊ジュウオウジャー お命頂戴!地球王者決定戦（2017年）ジュウオウライオン[要出典]

### ネットムービー
- ネット版 仮面ライダー×スーパー戦隊×宇宙刑事 スーパーヒーロー大戦乙!〜Heroo!知恵袋〜あなたのお悩み解決します!（2013年）宇宙刑事シャリバン

### 戦隊シリーズショー
- 魔法戦隊マジレンジャー（2005年）
  - 「夢の競演!最強ユニット結成!!」
  - 「魔法大戦!奇跡の兄弟パワー発動!!」
  - 「魔法伝説!無敵のパワー覚醒!!だニャ〜」
  - 「ヒカルの勇気!マジで決めるぜ最終決戦!!」
- 轟轟戦隊ボウケンジャー（2006年）怪人
  - 「轟轟戦隊ボウケンジャースカイシアターに現る!」
  - 「真夏の大冒険!甦れ伝説の戦士たち!」
  - 「スーパー戦隊シリーズ30作、仮面ライダーシリーズ30周年記念・ダブルヒーローフェスティバル」
  - 「新たなる冒険者!ボウケンシルバー登場!!」
  - 「カブト参戦!燃えろ友情の冒険魂!!」
  - 「未来への冒険!素顔の戦士ラストミッション!!」
- 獣拳戦隊ゲキレンジャー（2007年）怪人
  - 「獣拳戦隊ゲキレンジャー!スカイシアターに現わる!!」
  - 「ゲキワザ!獣拳合体!ゲキトージャ出激気!!」
  - 「俺、参上!友情の電激気パワー炸裂!!」
  - 「新拳士現わる!奇跡の大集激気!!」
  - 「目覚めろ野獣の力!突激気大作戦!!」
  - 「獣拳結集!衝激気のファイナルバトル!!」
- 炎神戦隊ゴーオンジャー（2008年）ゴーオングリーン 
  - 「炎神戦隊ゴーオンジャー!!スカイシアターに現る!!」
  - 「炎神合体!エンジンオーG6降臨!!」
  - 「天空の戦士!ゴーオンウイングス登場!!」
  - 「最強パワー炸裂!LETS GO-ON!」
  - 「熱き友情!正義のドリフトパワー発動!!」
  - 「グランプリファイナル!素顔の戦士ラストラン!!」
  - 「さよならスカイシアター!熱き思いよ蘇れ!」
- 動物戦隊ジュウオウジャー（2016年）ジュウオウライオン 
  - 「友情パワー全開！5人の絆をなめるなよ!!」
  - 「真夏のアニマルフェスティバル！ジュウオウザワールド登場!!」

### CM
- コカ・コーラ「一（はじめ）茶花」木村祐一吹き替え

### その他
- NIKEカタログ（2007年）ランナー
- 警視庁PV（2005年）警官
- 日立ビルケアシステム　災害事故例（2006年）事故スタント
- 日本映像教育社「自転車の正しい運転とマナー(社員研修用)」（2008年）プレイヤー
- 大成建設　社員教育用PV建設現場作業員墜落事故（2015）　スタント